# WTA Austrian Open 1973
Il WTA Austrian Open 1973 è stato un torneo di tennis giocato sulla terra rossa. È stata la 6ª edizione del torneo, che fa parte dei Tornei di tennis femminili indipendenti nel 1973. Si è giocato a Vienna in Austria, dal 16 al 22 luglio 1973.

## Campionesse

### Singolare
Evonne Goolagong e  Ol'ga Morozova hanno condiviso il titolo

### Doppio
Aleksandra Ivanova /  Ol'ga Morozova hanno battuto in finale  Evonne Goolagong /  Janet Young con il punteggio di 2–6, 6–4, 6–2